# Hugh Ray
Hugh Ray, detto Shorty (Highland Park, 21 settembre 1884 – 16 settembre 1956), è stato un arbitro di football americano statunitense.
Cresciuto ad Highland Park nell'Illinois, frequentò l'Università dell'Illinois - Urbana-Champaign. Dal 1938 al 1952 fu il Supervisore degli Arbitri della National Football League. Nel 1966 fu inserito nella Pro Football Hall of Fame per i suoi contributi alla qualità del gioco del football.
Ray si dedicò a razionalizzare le regole, migliorare le tempistiche di gioco ed aumentare la sicurezza dei giocatori. In carriera annotò circa 300.000 osservazioni di carattere tecnico e visitò annualmente le squadre della lega per educare i giocatori alle regole.